# Kerstin Gabrielsdotter (Oxenstierna)
Kerstin Gabrielsdotter (Oxenstierna), död 16 juli 1603 i Överselö församling, Södermanlands län, var en svensk hovfunktionär. 

## Biografi
Kerstin Gabrielsdotter var dotter till Gabriel Kristiernsson Oxenstierna och Beata Trolle. Hon blev 1568 hovjungfru hos prinsessan Cecilia Vasa i Rodemachern. Kerstin Gabrielsdotter blev 7 november 1587 utnämnd till hovmästarinna för drottning Gunilla Bielke. Hon avled 1603 på Algö i Överselö socken och begravdes 27 augusti 1607.
Cecilia återvände till Sverige 1571.

### Familj
Kerstin Gabrielsdotter gifte sig med hovmästaren Axel Åkesson (Soop) (född 1555).